# Klardzjeti
Klardzjeti (Georgisch: კლარჯეთი [kʼlɑɾd͡ʒɛtʰi]) was een historisch gebied van het oude Georgië, dat nu deel uitmaakt vande Turkse provincie Artvin. Klardzjeti, het naburige Tao en verschillende andere kleinere gebieden vormden een grotere regio met gedeelde geschiedenis en cultuur die gewoonlijk bekend staat als Tao-Klardzjeti.

## Vroege geschiedenis
Klardzjeti, doorkruist door de Tsjorochi, strekte zich uit van het Arsiani-gebergte naar het westen richting de Zwarte Zee. Het centrum was de belangrijke versterkte handelsstad Artanoedzji (nu Ardanuç). Het werd begrensd door Sjavsjeti en Nigali in het noorden en Tao in het zuiden. De regio kwam ruwweg overeen met het Cholarzene (Oudgrieks : Χολαρζηνή, Καταρζηνή ) uit klassieke bronnen en waarschijnlijk met Kaţarza of Quturza van oude Urartiaanse archieven. 
Klardzjeti was een van de meest zuidwestelijke provincies van het koninkrijk Iberië, dat in de 3e eeuw v.Chr. verscheen en volgens middeleeuwse Georgische kronieken werd geregeerd door de Parnavaziërs. Van de 2e eeuw v.Chr. tot de 3e eeuw na Christus werden Klardzjeti en enkele andere aangrenzende landen betwist tussen de koninkrijken Iberië en Armenië (de Armeniërs kenden het als Kļarjk).  Tijdens de verdeling van Iberië tussen het Romeinse en Sassanidische rijk in de jaren 370 ging Klardzjeti naar Rome, maar het is niet bekend of het een provincie of een vazal werd. Het huwelijk van de Chosroïden-koning Vachtang I van Iberië met de Byzantijnse prinses Helena lijkt de Iberiërs in staat te hebben gesteld de provincie c. 485. te heroveren. Daarna bleef Klardzjeti in het bezit van de jongere zonen van Vachtang en hun pro-Byzantijnse afstammelingen die het huis van Goearamiden vormden en zich in Klardzjeti en Dzjavacheti handhaafden tot ca. 786, toen de Goearamiden-bezittingen overgingen naar de opkomende Bagrationi. 

## Vorstendom Klardzjeti
De Bagrationi-dynastie leidde een periode van economische welvaart en culturele heropleving van het gebied in. De belastingen die bij Artanoedzji werden geïnd waren een belangrijke factor in de opkomst van de Bagrationi-macht. Verlaten na een Arabische invasie werd Klardzjeti opnieuw bevolkt en ontwikkelde zich tot een belangrijk centrum van christelijke cultuur, geholpen door een grootschalige monastieke beweging geïnitieerd door de Georgische monnik Gregorius van Chandzta (759-861). 
Rond 870 werd Klardzjeti een erfelijk leengoed van een van de drie belangrijkste takken van de Georgische Bagrationi. Deze lijn, in de middeleeuwse Georgische archieven bekend als de vorsten van Klardzjeti, werd uiteindelijk in 1010 onteigend door hun neef Bagrat III, de eerste koning van het verenigde koninkrijk Georgië. Bagrat III gaf het gebied in leen aan de familie Aboeserisdze.
Klardzjeti herstelde nooit volledig van een reeks Seltsjoekse aanvallen later in de 11e eeuw, en nam verder in belang af tijdens de invasies van de Mongolen en Timoeriden in de 13e en 14e eeuw. Na de opdeling van het koninkrijk Georgië in de 15e eeuw ging Klardzjeti naar de vorsten van Mescheti die het gebied verloren bij de Ottomaanse verovering in 1551.